# Telefèric d'Olesa a Esparreguera
El Telefèric d'Olesa de Montserrat a Esparreguera, també anomenat Aeri d'Olesa-Esparreguera, era un telefèric que connectava Olesa de Montserrat amb Esparreguera. Construït i gestionat per Ferrocarrils de la Generalitat de Catalunya, va entrar en funcionament el 14 d'octubre de 2005 i fou clausurat l'1 de gener de 2012.
L'objectiu principal del telefèric era apropar els veïns d'Esparreguera a l'estació d'Olesa de Montserrat de la línia Llobregat-Anoia. Es preveia que al voltant de 250.000 usuaris farien servir l'aeri cada any, però aquesta xifra mai no s'assolí, fet que juntament amb la crisi econòmica del moment en motivà el tancament indefinit.

## Història
El 16 de maig de 2001, el director general de Ports i Transports de la Conselleria de Política Territorial i Obres Públiques va presentar l'estudi sobre la construcció del telefèric, prevista en el Pla Director d'Infraestructures 2001-2010 (PDI). Aleshores hom estimava el cost d en 425 milions de pessetes (2,55 milions d'Euros).
L'abril de 2003 es van licitar les obres, amb un pressupost de 4,3 milions d'euros.
La construcció es va encarregar a l'empresa Pomagalski S.A., societat francesa especialitzada en la construcció de telefèrics (amb nom comercial POMA, i filial del grup Leitner Ropeways des del 2000), mentre que l'empresa Vicsan Torredembarra va fer l'obra civil.
El divendres 14 d'octubre de 2005 es va inaugurar el telefèric, i el servei comercial va començar immediatament.
L'explotació no va donar els resultats esperats, i com a conseqüència de la crisi econòmica iniciada el 2008, Ferrocarrils de la Generalitat (FGC) va decidir tancar la instal·lació el 31 de desembre de 2011. L'any 2010 s'hi van transportar 98.829 viatgers, davant dels 250.000 estimats, l'índex de cobertura només atenyia un minso 26%. Inicialment el tancament va ser provisional, i FGC va continuar fent el manteniment mínim durant un temps, per si en el futur es reprenia el servei.
Finalment, el servei no es va reprendre mai, i el juliol de 2017 FGC en va anunciar el desmantellament. Els pilars i els cables es van reutilitzar per renovar la telecabina de la Coma del Clot de l'estació de la Vall de Núria. Es preveia de cedir de franc de els edificis de les dues estacions de la instal·lació, la d'Olesa i la d'Esparreguera, als respectius ajuntaments.
Durant els set anys en què va estar en servei, a l'estació d'Esparreguera van pujar anualment els següents viatgers:
| Any  | Viatgers |
| ---- | -------- |
| 2005 | 9.187    |
| 2006 | 38.612   |
| 2007 | 43.179   |
| 2008 | 47.129   |
| 2009 | 47.471   |
| 2010 | 42.529   |
| 2011 | 42.413   |

## Característiques tècniques
Aquesta instal·lació era un telecabina mono cable, amb dues cabines en moviment de vaivé. El disseny tècnic el va fer l'empresa francesa Pomagalski S.A., i corresponia al tipus 16-GPB. La línia tenia una longitud de 1.007 metres, amb dues estacions extremes, deu pilones intermèdies, i dues cabines amb capacitat per 15 persones dempeus. Salvava un desnivell de 92 metres entre les estacions inferior (Olesa de Montserrat, a 115 metres s.n.m.) i superior (Esparreguera, a 207 m s.n.m.).
Era accionat amb un motor elèctric de 256 kW a l'estació inferior, i la velocitat nominal era de 5 m/s (18 km/h). Era equipat amb un fre electromagnètic del tipus POMA PP2200, i d'un fre d'emergència FE100. Mitjançant un reductor epicicloïdal Poma Kissling PK21M, el motor movia una politja monobloc de 5,7 metres de diàmetre, que accionava el cable portador-tractor, d'un diàmetre de 50,5 mm. A l'estació superior hi havia da la contra-politja. Les cabines eren del tipus Sigma, i disposaven d'un braç de suspensió i pinça doble Omega T-L D51 per subjectar-se al cable.

## Estacions
- L'estació inferior era junt a l'estació ferroviària d'Olesa de Montserrat: 41° 32′ 25.59″ N, 1° 53′ 21.00″ E / 41.5404417°N,1.8891667°E
- L'estació superior era a l'extrem sud-est de la població, molt lluny del centre. Disposava d'un aparcament dissuasiu per 62 cotxes, més dues places per PMR, una per un taxi i una altra per un autobús: 41° 32′ 1.241″ N, 1° 52′ 44.09″ E / 41.53367806°N,1.8789139°E